# Lê Thành Khôi
Lê Thành Khôi (* 3. Mai 1923 in Hanoi, Tonkin, Französisch-Indochina; † 28. Januar 2025) war ein vietnamesisch-französischer Bildungs- und Wirtschaftswissenschaftler sowie Autor, UNESCO-Berater und Hochschullehrer. Er war Professor für vergleichende Bildung und Bildung und Entwicklung an der Universität Paris V „Descartes“. Des Weiteren war er auch als Verfasser maßgeblicher Werke zur vietnamesischen Geschichte und Literatur bekannt.

## Leben und Karriere
Er entstammte einer traditionsreichen konfuzianisch-buddhistischen Gelehrtenfamilie aus Hanoi. Sein Vater war Lê Thành Y (1893–1973), Professor am Lycée Albert Sarraut in Hanoi sowie am Lycée Louis-le-Grand in Paris.
Lê Thành Khôi machte am Lycée Albert Sarraut seinen Baccalauréat-Abschluss mit philologischem Profil (Französisch, Latein, Griechisch) und begann anschließend ein Studium der Rechtswissenschaft. Sein Studium wurde 1945 durch die Kriegswirren und die darauf folgende Augustrevolution unterbrochen. Im Jahr 1947 – nach Ausbruch des Indochinakrieges – verließ er Vietnam und schrieb sich an der Fakultät für Recht und Wirtschaftswissenschaften der Universität Paris (Sorbonne) ein. 1949 erlangte er den Doktor der Wirtschaftswissenschaft mit einer Arbeit über Japan. Parallel dazu besuchte er die École des Langues Orientales und erreichte hier Abschlüsse in Vietnamesisch und Chinesisch. Im Jahr 1950 besuchte er die Haager Akademie für Völkerrecht und schloss seine dortigen Studien mit einem Diplom ab.
In den folgenden Jahren war er als wissenschaftlicher Mitarbeiter und Lehrbeauftragter an der rechts- und wirtschaftswissenschaftlichen Fakultät der Universität Paris, dem Institut de science économique appliquée (ISEA), den Universitäten Caen und Nanterre, dem Institut d’étude du développement économique et social (IEDES) sowie der École pratique des hautes études (EPHE) tätig.
Ab 1963 arbeitete Lê Thành Khôi parallel dazu auch als Berater für wirtschaftliche und kulturelle Entwicklung für verschiedene internationale Organisationen – in erster Linie die UNESCO, daneben das Büro der Internationalen Arbeitsorganisation in Genf, die Agence de Coopération Culturelle et Technique (Vorläuferin der Francophonie), die Universität der Vereinten Nationen in Tokio sowie das Entwicklungsprogramm der Vereinten Nationen.
Im Jahr 1968 erlangte er einen zweiten Doktorgrad, diesmal im kultur- und humanwissenschaftlichen Bereich (doctorat en lettres et sciences humaines). In seiner Promotionsarbeit beschäftigte er sich mit Bildungsökonomik und Bildungsplanung. Im Jahr 1971 – nach der Aufspaltung der Pariser Universität – wurde er Juniorprofessor (professeur associé) an der neu geschaffenen Universität Paris Descartes (Paris V). Später erhielt er hier die ordentliche Professur und einen Lehrstuhl für vergleichende Bildung und Bildung und Entwicklung (éducation comparée et éducation et développement).
Im Jahr 1992 ging er in den Ruhestand und wurde emeritiert.
Er war mit Thẩm Thị Hồng Anh, einer Tochter des Thẩm Hoàng Tín (Bürgermeister von Hanoi 1950–52) verheiratet. Der Jazz-Gitarrist Nguyên Lê ist der Sohn der beiden.

## Forschungsschwerpunkte und Werke
Lê Thành Khôi gilt als einer der Begründer der vergleichenden Bildungsforschung sowie der wissenschaftlichen Untersuchung der internationalen Bildungszusammenarbeit. Er erforschte den Zusammenhang von Bildungspolitik und wirtschaftlicher und sozialer Entwicklung, wobei sein Fokus auf der Situation in Entwicklungsländern lag. Seine (zweite) Promotionsarbeit „L’Industrie de l’enseignement“, in der er die Bildungsinstitutionen als eine Industrie darstellte und analysierte, machte ihn zu einem Pionier der Bildungsökonomik. Aufgrund dieser Fachkenntnisse wurde er zu einem gefragten Experten für Bildungsförderung; als Gastprofessor oder Berater war er in mehr als vierzig Ländern tätig.
Am bekanntesten ist er allerdings für seine Überblicksdarstellungen zur vietnamesischen Geschichte und Literatur, beginnend mit dem bereits im Jahr 1955 erschienenen Le Viêt-Nam, Histoire et Civilisation. Dieses Werk wurde 1969 von Otto Karow in einer deutschen Übersetzung herausgegeben (3000 Jahre Vietnam: Schicksal und Kultur eines Landes) und ist bis heute die umfassendste deutschsprachige Abhandlung zur Geschichte Vietnams. Obwohl Lê Thành Khôi seine Geschichts- und Literaturkenntnisse lediglich im Elternhaus sowie im Selbststudium erlangte, gelten seine Bücher als Standardwerke der Vietnamistik. Er verfasste alle seine Veröffentlichungen auf Französisch, erst 2014 erschien eine vietnamesische Übersetzung seiner Hauptwerke in Vietnam.
Er wurde im Jahr 2003 mit dem Grand Prix de la Francophonie (Médaille de vermeil) der Académie française sowie 2012 mit dem Phan-Châu-Trinh-Kulturpreis ausgezeichnet.
Lê Thành Khôi hat im Laufe seiner Karriere über vierzig Bücher geschrieben und zahlreiche weitere Artikel in Fachzeitschriften veröffentlicht.
Werke (Auswahl):
- Le Viêt-Nam, Histoire et civilisation, 1955
(3000 Jahre Vietnam: Schicksal und Kultur eines Landes. Bearbeitet und ergänzt von Otto Karow, aus dem Französischen übertragen von Wolfgang Helbich, Uta Schmalzriedt und Hannes Schoeller, 1969)
- L’Économie de l’Asie du sud-est, 1966
- L’Industrie de l’enseignement, 1967
- Histoire de l’Asie du Sud-Est, 1967
- L’Enseignement en Afrique tropicale, 1971
- Jeunesse exploitée, jeunesse perdue, 1978
- L’Éducation comparée, 1981
- Histoire du Viêt Nam des origines à 1858, 1982
- L’Éducation: Cultures et société, 1991
- Marx, Engels et l’éducation, 1991
- Culture, créativité et développement, 1992
- Aigrettes sur la rizière: Chants et poèmes classiques du Viêt-nam, 1995
- Éducation et civilisations I: Société d’hier, 1995
- Éducation et civilisations II: Genèse du monde contemporain, 2001
- Quelques pas au sud des nuages, 2005
- Un désir de beauté, 2006
- Voyage dans les cultures du Viêt Nam, 2006
- Histoire et anthologie de la littérature viêtnamienne des origines à nos jours, 2008